# King George V (lớp thiết giáp hạm) (1911)
Lớp thiết giáp hạm King George V là một loạt bốn thiết giáp hạm siêu-dreadnought được Hải quân Hoàng gia Anh Quốc chế tạo ngay trước Chiến tranh Thế giới thứ nhất và đã phục vụ trong cuộc xung đột này. Một chiếc trong lớp, Audacious, bị đắm do trúng phải thủy lôi do Đức cài ngoài khơi Bắc Ireland vào tháng 10 năm 1914; những chiếc còn lại được cho ngừng hoạt động sau khi chiến tranh kết thúc và lần lượt bị tháo dỡ hay đánh đắm làm đê chắn sóng sau đó.

## Thiết kế
Lớp King George V được dự định như một sự lặp lại của lớp Orion dẫn trước, chỉ có trọng lượng choán nước gia tăng thêm đôi chút do áp dụng một số cải tiến nhỏ trong thiết kế. Khác biệt đáng kể nhất trong dáng vẽ bên ngoài so với lớp Orion là việc tái bố trí cột ăn-ten chính và ống khói phía trước, và bản thân các ống khói có các mặt bên mỏng. Chúng trang bị cùng cỡ pháo 13,5 inch Mark V như đối với lớp Orion, nhưng bắn ra loại đạn pháo nặng hơn đôi chút; và dàn pháo hạng hai được bố trí lại để tăng cường hỏa lực bắn ra phía trước, là khu vực nguy hiểm nhất khi bị tấn công bằng các tàu phóng lôi.
Hai chiếc đầu tiên trong lớp King George V và Centurion thoạt tiên được trang bị cột ăn-ten phía trước dạng cột; nhưng việc phát triển hệ thống kiểm soát hỏa lực đòi hỏi phải có cột ăn-ten chắc chắn hơn, nên chúng được tái trang bị với cột ăn-ten ba chân nặng hơn. Audacious và Ajax được trang bị cột ăn-ten ba chân ngay từ đầu. Nói chung chúng là những thiết kế thành công, mặc dù không được công chúng và báo chí đón nhận đặc biệt nồng nhiệt; về căn bản chúng được quảng bá là sự tiến bộ đáng kể so với lớp Orion, đặc biệt là được kỳ vọng để trang bị pháo 6 inch cho dàn pháo hạng hai. Trong thực tế mãi đến lớp Iron Duke tiếp theo mới được trang bị pháo 6 inch cho dàn pháo hạng hai.

### Hệ thống động lực
Những chiếc trong lớp King George V được trang bị bốn turbine hơi nước Parsons dẫn động trực tiếp bốn trục chân vịt mà không có hộp số giảm tốc. Hơi nước được cung cấp bởi 18 nồi hơi Babcock and Wilcox, bố trí trong ba phòng nồi hơi gồm sáu nồi hơi mỗi phòng. Công suất thiết kế là 31.000 shp (23.000 kW) nhằm cho phép đạt được tốc độ tối đa 21 hải lý trên giờ (39 km/h; 24 mph). Dự trữ nhiên liệu mang theo bao gồm 3.100 tấn (3.100 tấn Anh) than và 840 tấn (830 tấn Anh) dầu, cho phép có được tầm hoạt động tối đa 6.310 hải lý (11.690 km) khi di chuyển với tốc độ đường trường 10 hải lý trên giờ (19 km/h) hoặc 4.060 hải lý (7.520 km) ở tốc độ 18,15 hải lý trên giờ (33,61 km/h).

### Dàn pháo chính
Dàn pháo chính của lớp King George V bao gồm mười khẩu hải pháo BL 13,5 in (340 mm) Mark V đặt trên năm tháp pháo nòng đôi, tất cả đều được bố trí ngay trên trục dọc của con tàu. Chúng được đặt tên theo ký tự, một thông lệ của hải quân vào thời đó: tháp pháo "A" được đặt ở sàn trước, tháp pháo "B" ngay phía sau nhưng cao hơn một sàn tàu, về lý thuyết sẽ bắn thượng tầng bên trên tháp pháo "A". Tháp pháo "Q" đặt giữa tàu ở mức sàn chính, giữa ống khói phía sau và khối cấu trúc thượng tầng phía sau. Tháp pháo "X" được đặt ngay sau khối cấu trúc thượng tầng phía sau ở mức sàn sau; trong khi tháp pháo "Y" được đặt ngay sau tháp pháo "X" ở mức sàn chính, cho phép "X" bắn thượng tầng bên trên "Y". Tuy nhiên trong thực hành, do các nóc quan sát được đặt trên nóc tháp pháo, việc bắn thượng tầng ngay bên trên gây ảnh hưởng mạnh đến pháo thủ tháp pháo bên dưới.
Góc nâng tối đa của các khẩu pháo này là 20°, một sự cải tiến so với các lớp dreadnought trước đây. Góc bắn của các tháp pháo "A", "B", "X", "Y" trên danh nghĩa là 300°, cho dù trong thực hành người ta nhận ra việc bắn quá gần sẽ gây hư hại cấu trúc thượng tầng. Tháp pháo "Q" cũng được cho là có góc bắn tối đa 300°, với điều kiện nòng pháo được nâng tối đa để đạn pháo vượt qua khối cấu trúc thượng tầng phía sau; nếu không nâng tối đa, góc bắn của nó chỉ đạt 115° cho cả hai bên mạn, một lần nữa phô bày nguy cơ chớp lửa đạn gây hư hại cho cấu trúc thượng tầng phía trước hay phía sau nếu bắn quá gần. Các khẩu pháo bắn ra đạn pháo nặng 1.400 lb (640 kg) với tốc độ bắn tối đa hai phát mỗi phút; cho dù trong thực tế để trinh sát điểm rơi chúng chỉ được bắn với tốc độ một phát mỗi phút.

### Dàn pháo hạng hai
Dàn pháo hạng hai của lớp King George V bao gồm mười sáu khẩu pháo BL 4 inch (102 mm) Mark VII bố trí trên các tháp pháo đơn. Để đối phó lại nhận thức về nguy cơ từ các tàu phóng lôi đối phương chủ yếu đến từ mạn phía trước, mười hai khẩu trong số chúng có thể xoay ra phía trước và chỉ có bốn khẩu hướng ra phía sau. Khi hoàn tất, các khẩu pháo hạng hai phía trước được sắp xếp trên ba tầng khác nhau: mỗi bên mạn gồm một khẩu bên dưới tháp chỉ huy ngang với tháp pháo "Y", ba khẩu trên cấu trúc thượng tầng ngang với sàn trước, và hai khẩu trên lườn tàu sàn trước ngang với bệ tháp pháo "B". Các tháp pháo phía sau được bố trí thượng tầng ngay phía trước tháp pháo "X". Tất cả các khẩu pháo đều được bảo vệ bởi vỏ giáp dày 3 in (76 mm). Tuy nhiên trong hoạt động, các khẩu pháo phía sàn trước bị xem là vô dụng ở bất kỳ hoàn cảnh thời tiết nào; chúng bị tháo dỡ và hàn kín lại vào những năm của Chiến tranh Thế giới thứ nhất.
Vào lúc mà lớp King George V được thiết kế, pháo hạng hai trên những thiết giáp hạm dreadnought của các cường quốc hải quân khác đều đã được trang bị cỡ nòng lớn hơn: 5 in (130 mm) đối với Hoa Kỳ, 5,5 in (140 mm) đối với Pháp và 6 in (150 mm) đối với Đức, Nhật Bản và Áo. Những chiếc trong lớp King George V chỉ được trang bị cỡ pháo nhỏ hơn vì hai lý do: chính phủ Anh đang theo đuổi một chính sách cắt giảm chi tiêu vũ trang, đã không chuẩn bị để bù đắp một ngân khoảng bổ sung ước lượng khoảng 170.000 Bảng Anh cho việc nâng cấp này; và Thứ trưởng Hải quân Anh, Đô đốc Jackie Fisher, người chịu trách nhiệm cao nhất cho các ý tưởng thiết kế căn bản, đã phản đối việc tăng thêm cỡ nòng cho dàn pháo hạng hai vì lý do kinh tế, và đồng thời ông tin rằng chúng sẽ vô dụng khi thời tiết xấu.
Các con tàu còn được trang bị một khẩu pháo 12 pounder, bốn khẩu pháo chào 3 pounder, năm súng máy Maxim và mười súng máy Lewis. Giống như mọi thiết giáp hạm dreadnought vào thời đó, chúng còn có ba ống phóng ngư lôi, gồm hai bên mạn và một phía đuôi, bắn ra loại ngư lôi 21 inch (530 mm). Trong những năm chiến tranh, hai khẩu 4-inch phòng không được trang bị bổ sung trên sàn sau của những chiếc còn sống sót.

### Vỏ giáp
Đai giáp chính của các con tàu dày 12 in (300 mm) và kéo dài từ ngang bệ tháp pháo "A" cho đến ngang bệ tháp pháo "Y". Đai giáp trên có cùng chiều dài như vậy, và dày 9 in (230 mm) phía giữa tàu, vuốt mỏng phía hai đầu còn 8 in (200 mm). Ở tải trọng bình thường, đai giáp sẽ mở rộng 16,9 foot (5,2 m) bên trên mực nước và 3,6 foot (1,1 m) bên dưới mực nước. Ở phần thành trì trung tâm, nơi bố trí các bộ phận thiết yếu nhất của con tàu quyết định độ nổi và khả năng chiến đấu, được đóng lại phía trước bởi vách ngăn dày 10 in (250 mm) kéo dài từ phần cuối của đai giáp và kết hợp với vỏ giáp trước của bệ tháp pháo; tương tự như vậy, một vách ngăn dày 10 inch đóng lại phần cuối của thành trì. Cả hai vách ngăn được vuốt mỏng ở phần bên dưới sàn bọc thép, còn 1–6 in (25–152 mm) ở phía trước và 1–4 in (25–102 mm) ở phía sau.
Sàn tàu được bọc giáp ở ba mức: sàn chính có lớp giáp dày 1,5 in (38 mm), sàn giữa dày 1 in (25 mm); trong khi sàn dưới, vốn được thiết kế như lớp bảo vệ chính chống lại đạn pháo bắn tới và được đặt ngay bên trên hầm đạn, phòng đạn pháo và các khoang động cơ, dày 1–2 in (25–51 mm) ở phía trước và 3–4 in (76–102 mm) ở phía sau.
Mặt trước của tháp pháo được bọc giáp dày 11 in (280 mm) trong khi các mặt hông vốn không phải phô bày trước đối phương chỉ dày 4 in (100 mm), và nóc tháp pháo dày 3 in (76 mm). Bệ tháp pháo được bọc giáp dày 3–10 in (76–254 mm) tùy theo mức độ bảo vệ cần đến được cung cấp bởi các cấu trúc lân cận. Tháp chỉ huy phía trước có vỏ giáp dày 11 in (280 mm), nhưng tháp phía sau chỉ được bảo vệ với lớp giáp 6 in (150 mm).
Vỏ giáp được bố trí lại đôi chút, xem như một sự cải tiến. Việc bảo vệ dưới nước cũng được cải thiện, nhưng những thay đổi này cũng không cứu được Audacious khi nó trúng phải một quả thủy lôi Đức vào cuối năm 1914.

### Những cải tiến đối vớiAudaciousvàAjax
Mặc dù được dự định như là sự lặp lại của lớp Orion dẫn trước, kinh nghiệm đối với lớp King George V cho phép tích hợp những cải tiến cho Audacious và chiếc tàu chị em Ajax vào giai đoạn sớm của việc chế tạo. Cải tiến đáng kể nhất góp phần vào hiệu quả chiến đấu của chúng là bố trí cột ăn-ten trước ra phía trước ống khói thay vì phía sau ống khói thứ nhất. Người ta phát hiện nếu tháp quan sát đặt trên cột ăn-ten bố trí phía sau ống khói, như trên chính chiếc Dreadnought và những chiếc Colossus, khói từ ống khói làm cho tháp quan sát hầu như không ở được. Ngoài ra, không giống như King George V và Centurion, Audacious và Ajax được thiết kế để trang bị hệ thống điều khiển hỏa lực vốn yêu cầu một cột ăn-ten trước chắc chắn hơn. Vỏ giáp bảo vệ bên trong được cải tiến, vũ khí chống ngư lôi được tăng cường, và tốc độ tăng thêm khoảng một knot.

## Những chiếc trong lớp
| Tàu           | Đặt lườn            | Hạ thủy              | Hoạt động            | Số phận                                                                                                |
| King George V | 16 tháng 1 năm 1911 | 9 tháng 10 năm 1911  | tháng 11 năm 1912    | Ngừng hoạt động 1919; tháo dỡ 1926                                                                     |
| Centurion     | 16 tháng 1 năm 1911 | 18 tháng 11 năm 1911 | tháng 5 năm 1913     | Cải biến thành tàu mục tiêu 1927; tàu chiến giả 1941 rồi đánh chìm như đê chắn sóng 7 tháng 6 năm 1944 |
| Audacious     | tháng 3 năm 1911    | 14 tháng 9 năm 1912  | tháng 8 năm 1913     | Bị đắm do trúng thủy lôi ngoài khơi Bắc Ireland, 27 tháng 10 năm 1914                                  |
| Ajax          | 27 tháng 2 năm 1911 | 21 tháng 3 năm 1912  | 31 tháng 10 năm 1913 | Ngừng hoạt động 1924; bán để tháo dỡ 9 tháng 11 năm 1926                                               |

## Lịch sử phục vụ
Cả bốn chiếc trong lớp đều được đưa ra hoạt động trước Chiến tranh Thế giới thứ nhất. Không lâu sau khi xung đột bắt đầu, Audacious, bị đắm do trúng phải thủy lôi do tàu rải mìn Đức cài ngoài khơi Bắc Ireland vào tháng 10 năm 1914; những chiếc còn lại được cho ngừng hoạt động sau khi chiến tranh kết thúc, và lần lượt bị tháo dỡ do vượt quá hạn ngạch tàu chiến chủ lực mà Hiệp ước Hải quân Washington quy định. Chỉ riêng Centurion được giữ lại sau khi tháo bỏ vũ khí để phục vụ như một tàu mục tiêu. Cuối cùng nó đánh đắm làm đê chắn sóng ngoài khơi các bãi đổ bộ ở Normandy trong Chiến dịch Overlord năm 1944.